# Шобридж, Ричард
Ричард Шобридж (англ. Richard Shoebridge; род. 12 августа 1985) — британский шорт-трекист, призёр чемпионата мира по шорт-треку 2014, а также двукратный призёр чемпионата Европы по шорт-треку 2011 и 2016 года. Участник зимних Олимпийских игр 2014 года.

## Спортивная карьера
Ричард Шобридж родился в Йоханнесбург, ЮАР. Впоследствии его семья переехала в Канаду, где он получил местное гражданство. В течение четырёх лет он был членом сборной Канады по конькобежному спорту. В 2010 году семья переехала в Великобританию и вскоре Ричард получил британское гражданство (его отец был гражданином Великобритании). Тренировался на базе клуба «Mohawks Ice Racing Club». По специальности — кинезиолог, окончил Университет Калгари в Канада.
Первая медаль в его карьере была получена во время чемпионата Европы по шорт-треку 2011 года в голландском городе — Херенвен. Команда британских шорт-трекистов в мужской эстафете на 5000 м с результатом 6:56.025 заняла третье место, пропустив вперёд соперников из России (6:54.726 — 2-е место) и Нидерландов (6:54.608 — 1-е место).
Дебютными в его карьере стали зимние Олимпийские игры 2014 года, что проходили в российском городе — Сочи. Шобридж был заявлен для выступления в забеге на 1000 м. 13 февраля 2014 года во время квалификационного забега третьей группы с результатом 1:27.806 он финишировал четвёртым и прекратил дальнейшую борьбу за медали. В общем зачёте он занял 27-ю позицию.